# 힐러리 울프
힐러리 조슬린 울프(영어: Hillary Jocelyn Wolf, 1977년 2월 7일~)는 미국의 유도 선수, 배우이다. 아역 배우로 활동하다가 유도를 수련했으며, 미국 국가대표 선수가 되어 1996년과 2000년 하계 올림픽에 참가했다.

## 출연 작품

### 영화
- 소녀는 울지 않는다 (1992년) - 로라 샤토프 역
- 나 홀로 집에 2 - 뉴욕을 헤매다 (1992년) - 메건 맥콜리스터 역
- 천사의 빛 (1990년)
- 나 홀로 집에 (1990년) - 메건 맥콜리스터 역
- 미궁의 살인 사건 (1987년)